# Autel d'Athéna
L'autel d'Athéna est un lieu de culte dédié à Athéna qui se trouvait sur l'Acropole d'Athènes, près de l'autel dédié à Zeus, entre le Parthénon et l'Érechthéion.
L'autel d'Athéna, de plus ou moins 15 mètres de large, est originellement placé à l'est du temple d'Athéna Polias, de façon classique. Après la destruction de celui-ci, l'autel est entouré d'un espace vide assez vaste pour pouvoir y déambuler.
L'autel d'Athéna est à la fois un territoire sacré, lien entre les hommes et la déesse qui protège ceux qui s'y réfugient, et le lieu de sacrifices majeurs, notamment lors de la fête des Panathénées, pendant laquelle de très nombreux bœufs sont égorgés, sur l'autel.

## Localisation

### Entre le Parthénon et l'Érechthéion
Cet autel, dédié à Athéna Polias (protectrice de la cité d'Athènes), est aujourd'hui entièrement détruit. Il est peut-être totalement arasé quand l'Acropole devient un sanctuaire chrétien au début du VIIe siècle. En effet, si les premiers chrétiens laissent subsister les temples et détruisent les autels, comme celui d'Athéna, c'est parce que le temple ne définit pas le sanctuaire. Dans la religion grecque, l'autel, le bômos, est nécessaire et suffisant à lui seul pour ériger un sanctuaire et son implantation en général ne varie pas, parce qu'il est le lieu du contact entre la divinité et ses fidèles.
Les spécialistes s'accordent pour situer l'autel d'Athéna Polias entre le Parthénon et l'Érechthéion. Néanmoins, son emplacement exact n'est pas clairement établi. Sa limite sud est peut-être localisée grâce à un arasement du rocher, mais on ne peut la déterminer au nord. On suppose qu'il fait plus ou moins 15 mètres de large.

### Un grand espace
L'autel d'Athéna est d'abord situé sur une terrasse située à l'est du temple d'Athéna Polias, ensuite appelé le Vieux Temple. Il est donc positionné de la façon classique dans la religion grecque : en plein air, devant la façade est du temple.
Après la destruction de ce temple au Ve siècle av. J.-C., l'autel d'Athéna est entouré d'un vaste espace libre, nécessaire pour les sacrifices lors des grandes fêtes, comme les Panathénées. C'est pour ménager ce grand espace libre que l'Érechthéion est construit un peu plus loin, sur le rebord nord de la terrasse, en dénivelé de plus de 3 mètres, ce qui est une prouesse architecturale.

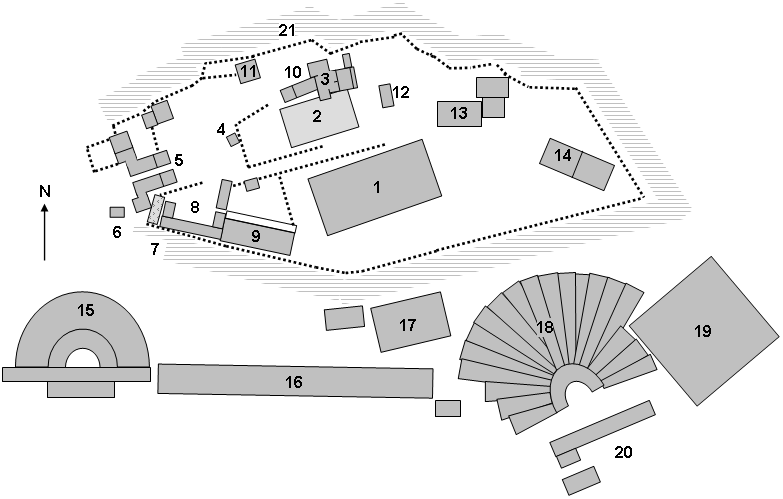
1. Parthénon
2. Ancien temple d'Athéna
3. Érechthéion
4. Statue d'Athéna Promachos
5. Propylées
6. Temple d'Athéna Nikè
7. Éleusinion
8. Brauronéion
9. Chalcothèque
10. Pandroséion
11. Maison des Arrhéphores
12. Autel d'Athéna
13. Autel de Zeus
14. Hérôon de Pandion
15. Odéon d'Hérode Atticus
16. Stoa d'Eumène de Cardia
17. Asclépiéion
18. Théâtre de Dionysos
19. Odéon de Périclès
20. Téménos de Dionysos Eleuthéreus
21. Aglauréion

À l'époque de l'empire romain, plus précisément sous le principat d'Auguste, l'autel d'Athéna est peut-être restauré en employant une frise décorative figurant une palmette, une chouette, un serpent et un olivier.

## Espace sacré et sacrificiel

### Espace sacré
Le premier événement politique connu de l'histoire d'Athènes concerne l'autel d'Athéna Polias et en montre la sacralité. Vers 640-620 avant J.-C., l'Eupatride Cylon, célèbre vainqueur des jeux olympiques, tente de prendre le pouvoir par la force pour établir une tyrannie. Il échoue dans cette entreprise et s'enfuit pendant que ses partisans sont assiégés sur l'Acropole. Ils se placent sous la protection d'Athéna Polias en s'asseyant sur son autel et près de sa statue. Pour éviter toute profanation, les négociations s'engagent. Afin de conserver cette protection hors du sanctuaire, les conjurés nouent un fil à la statue de la déesse, mais il casse quand ils s'éloignent de l'Acropole, ce qui est compris comme la fin de la protection de la déesse et les rebelles sont alors tués.
Le grand autel d'Athéna est donc un lieu d'asile, où peuvent par exemple se réfugier les esclaves fugitifs. Pour empêcher cela, les Athéniens interdisent l'accès de l'Acropole aux esclaves.

### Le sacrifice des Panathénées
La procession de la fête des Panathénées sur termine par un grand sacrifice sur l'autel d'Athéna, juste après la remise du nouveau péplos à la déesse, sans doute en présence de la grande prêtresse d'Athéna. Plus précisément, les Panathénées sont l'occasion d'un sacrifice pluriel : on fait d'abord un premier sacrifice à Athéna Hygieia — sur un autel situé près des Propylées — et à Athéna Polias. Le plus beau bœuf est ensuite sacrifié à Athéna Niké — sur l'autel du temple d'Athéna Niké à l'entrée de l'Acropole — avant l'hécatombe sur le grand autel d'Athéna.
Ce sacrifice est le moment clé de la cérémonie. Tout d'abord, le feu est allumé sur le grand autel, près duquel sont disposés des vases pour recueillir le sang. Victimes et sacrificateurs tournent autour de l'autel en silence. Les bœufs sont aspergés d'eau, assommés et saignés au couteau sur l'autel, gorge tournée vers le ciel. Le sang doit couler en abondance sur l'autel et le sol. Ce sacrifice est une hécatombe : une centaine de bovins sont égorgées, l'autel et son espace environnant ruissellent de sang.
Ensuite, la part de viande réservée à Athéna est brûlée sur l'autel, tandis que sont découpées les parts destinées à la grande prêtresse d'Athéna et aux autres personnages importants qui sont les seuls présents autour de l'autel sur l'Acropole. Le reste de la viande est transporté au Céramique, dans la ville basse, pour le distribuer à l'ensemble de la population, qui a ainsi l'occasion — rare — de banqueter en consommant de la viande,,.

### D'autres sacrifices
Comme il n'y a pas d'autel devant le Parthénon, certains spécialistes supposent que le grand autel d'Athéna Polias sert aussi au culte plus proprement politique d'Athéna Promachos et de Pallas ou d'Athéna Parthénos. Toutefois, l'helléniste Bernard Holtzmann fait observer que ce culte ne se retrouve pas dans le règlement des sacrifices des Panathénées, qui précise pourtant les parts à réserver à Athéna Hygieia et à Athéna Niké.